# Vincenzo Liborio Calia
Vincenzo Liborio Calia (Matera, 8 gennaio 1926 – Matera, 8 dicembre 1998) è stato un imprenditore italiano.

## Biografia
Figlio di un artigiano, consegue la licenza elementare e inizia l’apprendistato presso un falegname per poi aprire, all’età di 18 anni, la propria bottega. 
Matera, dal 1927 capoluogo di una nuova Provincia comprendente i comuni della parte orientale della Basilicata, era cresciuta esasperando i suoi caratteri di “città doppia”: da un lato, la “città dei Sassi”, degradata e densamente popolata; dall’altro, la “città del piano”, residenza della borghesia terriera e sede di alcune strutture industriali (molini e pastifici di origine ottocentesca, fabbriche di laterizi), che, per adeguarsi alle nuove funzioni urbane, aveva accolto edifici pubblici e moderne abitazioni per il ceto impiegatizio. L’attività di Calia, maestro falegname, si volge negli anni Quaranta a soddisfare una domanda composita di mobilio per una clientela di origine contadina o piccolo-borghese recentemente inurbata, attenta in particolare alla qualità dell’arredamento in occasione dei matrimoni. A partire dagli anni Cinquanta, grazie alla domanda delle imprese di costruzione locali, Calia specializza la produzione della piccola falegnameria negli infissi per abitazione. Nei primi anni Sessanta coglie l’opportunità di operare per gli allestimenti fieristici e di negozi. Una delle prime esperienze, nel 1962, è la costruzione del padiglione italiano per la Fiera di Mogadiscio, che dischiude alla ditta nuovi orizzonti e permette a Calia di avviare una nuova falegnameria con dieci dipendenti.

### Dal legno ai divani
In quegli anni, un altro artigiano materano, Pasquale Natuzzi, inizia la produzione di divani, commissionando ad altre falegnamerie parte dei fusti in legno che compongono la struttura del mobile. Alla metà degli anni Sessanta Calia è fornitore di Natuzzi per i componenti in legno, ma dà forma al progetto di costituire un’impresa per la produzione di divani in proprio: accanto alla falegnameria forma nel 1967 una nuova società con un giovane falegname, Giuseppe Nicoletti. 
La vicenda imprenditoriale di Calia si intreccia, dunque, con i processi di genesi del distretto del salotto, localizzato nell’area murgiana (Matera, Altamura, Santeramo), che diventerà una delle principali concentrazioni produttive mondiali nel settore dei mobili imbottiti.
L’impresa Calia & Nicoletti mantiene per un decennio caratteri artigianali: il maestro falegname progetta i modelli dei salotti, addestra gli apprendisti, segue tutte le fasi della lavorazione e cura la commercializzazione. Il principale mercato di riferimento, come per le poche imprese del comparto operanti nella zona (Natuzzi a Matera e, poi, a Santeramo; l’Alpa Salotti e la Tiesse, nella vicina cittadina pugliese di Altamura), è quello dell’Italia meridionale. Si tratta di un mercato relativamente “povero”, ma esigente, formato soprattutto da famiglie ex-contadine – spesso con alle spalle storie di emigrazione –, che attribuiscono ai mobili un valore di status e di benessere economico.
Questa clientela impone a Calia uno sforzo sul versante della compressione dei costi di produzione per mantenere bassi i prezzi di vendita, e insieme una cura particolare nella scelta e nell’utilizzo dei materiali: i rivestimenti dei divani prodotti da Calia sono tutti di tessuto, ma variati e originali, perché il carattere finale del prodotto non deve apparire troppo modesto. 
La domanda locale non è trainante sul piano quantitativo, ma contribuisce a determinare i caratteri del prodotto (prezzi accessibili, cura artigianale, materiali non pregiati) che consentiranno la successiva espansione dell’impresa.

### Anni Ottanta: divani e poltrone in Europa
Nel 1976 la società tra Calia e Nicoletti si scioglie. Due anni dopo Calia avvia una nuova attività produttiva, dapprima in un laboratorio di 600 m² con venti dipendenti, e nel 1979 in uno di 1800 m² a Borgo Venusio. Alla metà degli anni Ottanta, Calia, con 53 dipendenti, ha consolidato l’assetto dell’impresa, che estende ormai le vendite all’intero mercato nazionale, ma soprattutto comincia a proiettarsi verso il mercato europeo, muovendosi dalle fasce di domanda più basse a quelle più elevate. Nel decennio successivo l’impresa conosce un intenso sviluppo: nel 1986 viene aperto un nuovo stabilimento di 3.500 m² nella contrada di Serritello La Valle, i dipendenti passano da 145 nel 1989 a 452 nel 1997. Il fatturato, pari a 15 miliardi di lire nel 1989, raggiunge i 77 miliardi nel 1997, mentre le sedute (divani e poltrone) sono prodotte in oltre 200 modelli in pelle e in tessuto, per il 90% destinate all’esportazione. 
Il successo commerciale della produzione di Calia sui mercati esteri, in particolare su quello francese, è dovuto alla specializzazione, avviata a partire dai primi anni Ottanta, nella produzione di salotti della fascia medio-alta: i divani Calia si presentano come un prodotto non seriale, molto curato nei materiali e nel design. L’imprenditore, per raggiungere elevati standard qualitativi e curare la costante innovazione di prodotto, concentra all’interno dell’azienda tutte le fasi del ciclo produttivo: progettazione, controllo delle materie prime (pelli e tessuti acquistati in Italia, legname nei Paesi del Nord e dell’Est Europa), falegnameria, lavorazione delle imbottiture, taglio e cucito di pelli e tessuti, assemblaggio finale. Nel 1991 organizza un Centro studi per la progettazione. L’impresa, che nel 1992 si trasforma in società anonima, nel 1996 è riorganizzata con la costruzione di un nuovo stabilimento di 8.000 m² a Ferrandina, un centro della Val Basento, che permette di aumentare il numero dei modelli prodotti. Innovazioni di processo, con l’applicazione di tecnologie avanzate (processo Cad-Cam per il taglio elettronico dei tessuti, delle pelli, dei pannelli in legno e dei materiali usati per l’imbottitura), consentono elevati livelli di produttività. Certificazioni di qualità aziendale, successi nelle fiere e mostre del settore portano Calia ad ampliare i mercati di sbocco (dall’Europa agli Stati Uniti, al Medio ed Estremo Oriente). L’impresa viene a perciò a collocarsi negli anni Novanta tra le principali aziende italiane del settore, fra le tre maggiori del distretto del salotto localizzato nell’area murgiana, ormai affermato a livello internazionale.
L’attività viene continuata dai figli del fondatore dopo la sua morte, avvenuta a Matera alla fine del 1998.